# Chromebit
Chromebit är en dongel, vilken använder sig av Googles operativsystem Chrome OS. Enheten ansluts till en HDMI-port på en tv eller en bildskärm, och förvandlar skärmen till en dator.

## Funktion
Chromebit förvandlar en bildskärm till en stationär variant av Chromebook laptop, genom att ansluta enheten till en HDMI-port. Enheten använder sig av Googles operativsystem Chrome OS, och stödjer enbart en webbläsare, och behöver därmed funktioner som internetanslutning samt extern datalagring för att fungera. Chromebit tillverkas av Asus och förväntas släppas i mitten av 2015.
Chromebit har en ytlig likhet med Chromecast, en annan Google-enhet. Medan Chromecast är utformad för att visa video och stillbilder på en TV eller annan typ av bildskärm, är Chromebit en fristående dator. Enheten kommer att konkurrera med Intel Compute Stick, som erbjuder liknande plugin-funktionalitet med hjälp av två andra operativsystem, Windows 8.1 och Ubuntu.

## Teknologi
I Chromebit sitter en Rockchip 3288 med en fyrkärnig ARM Mali 760-grafikprocessor med 2GB ram, 16GB eMMC-lagring, wifi 802.11, bluetooth 4.0 samt en USB 2.0-port i ena änden. Den andra änden är vikbar, så att den kan anslutas till olika typer av HDMI-portar. Enheten som släpps på den amerikanska marknaden sommaren 2015, beräknas kosta 100 dollar. I november 2015 rapporterades det att enheten snart skulle finnas tillgänglig i Sverige. Dock har ingen av de stora mediakedjorna lanserat den, utan finns endast tillgänglig via förhandsbeställning på näthandel.

## Modeller
| Tillgänglig | Varumärke | Modell         | Processor       | RAM  | Lagring | Storlek |
| ----------- | --------- | -------------- | --------------- | ---- | ------- | ------- |
| 2015        | Asus      | Asus Chromebit | Rockchip RK3288 | 2 GB | 16 GB   |         |